# Dieci (Maschinenbau)
Dieci ist ein italienischer Hersteller von Bau- und Landmaschinen mit Sitz in Montecchio Emilia.

## Standorte
Einziger Produktionsstandort ist der Firmensitz in Montecchio Emilia. Daneben unterhält das Unternehmen Niederlassungen in vier Ländern (DIECI Deutschland GmbH, DIECI Telehandlers UK, DIECI France und DIECI Vostok in Russland).

## Produkte
Das Unternehmen begann 1962 mit der Produktion von fahrbaren Betonmischern, die das Unternehmen bis heute herstellt. Produktionsschwerpunkt sind aber inzwischen starre und drehbare Teleskoplader in Größen von 2,5 t bis 30 t Tragkraft. Zum Produktportfolio gehören außerdem kleinere Muldenkipper („Dumper“). Motoren werden überwiegend von Kubota und FPT bezogen.

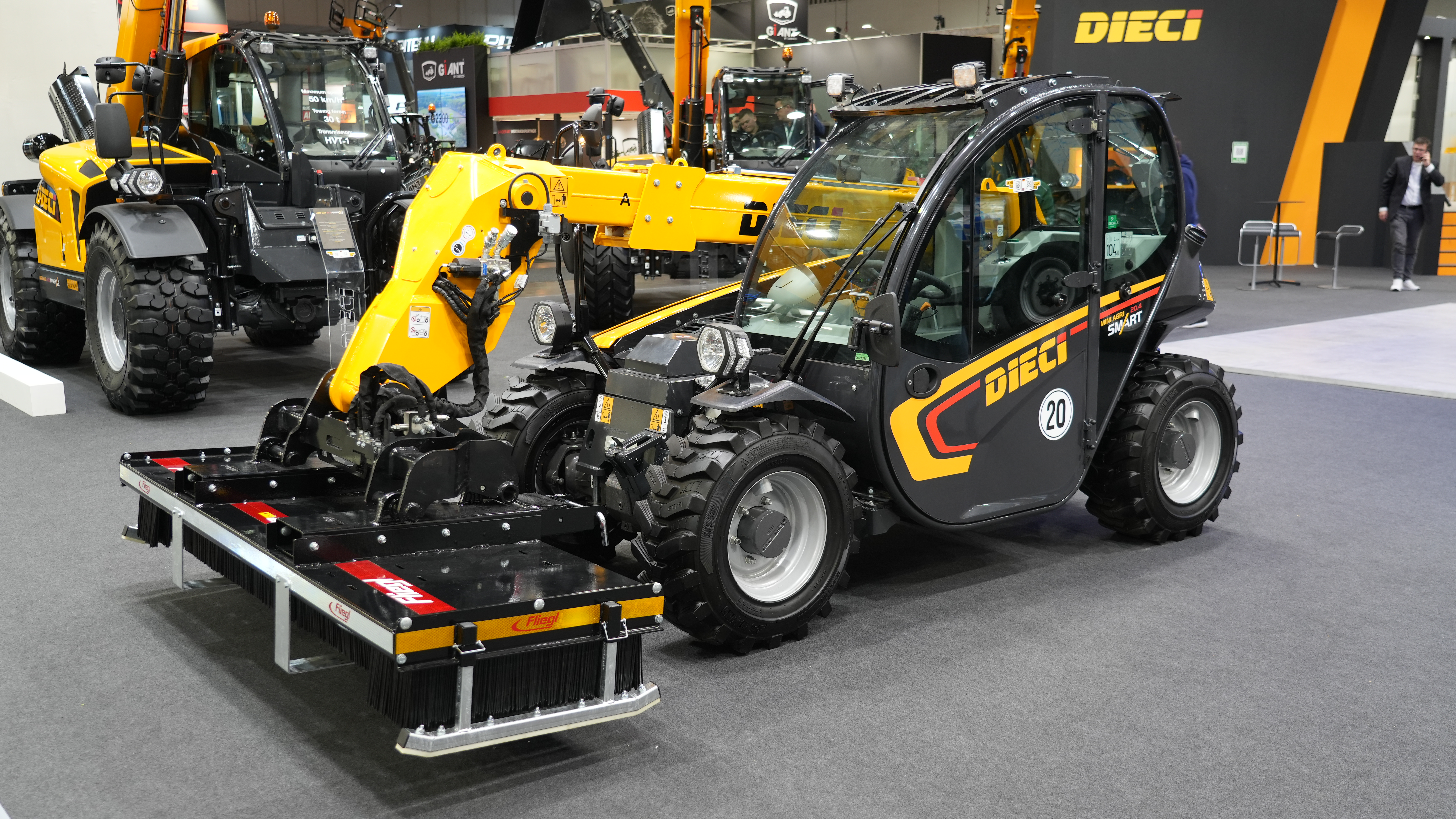
Teleskoplader
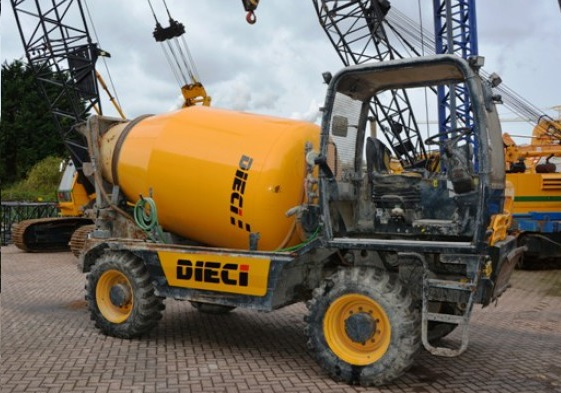
Fahrmischer